# Palazzo Civran Grimani

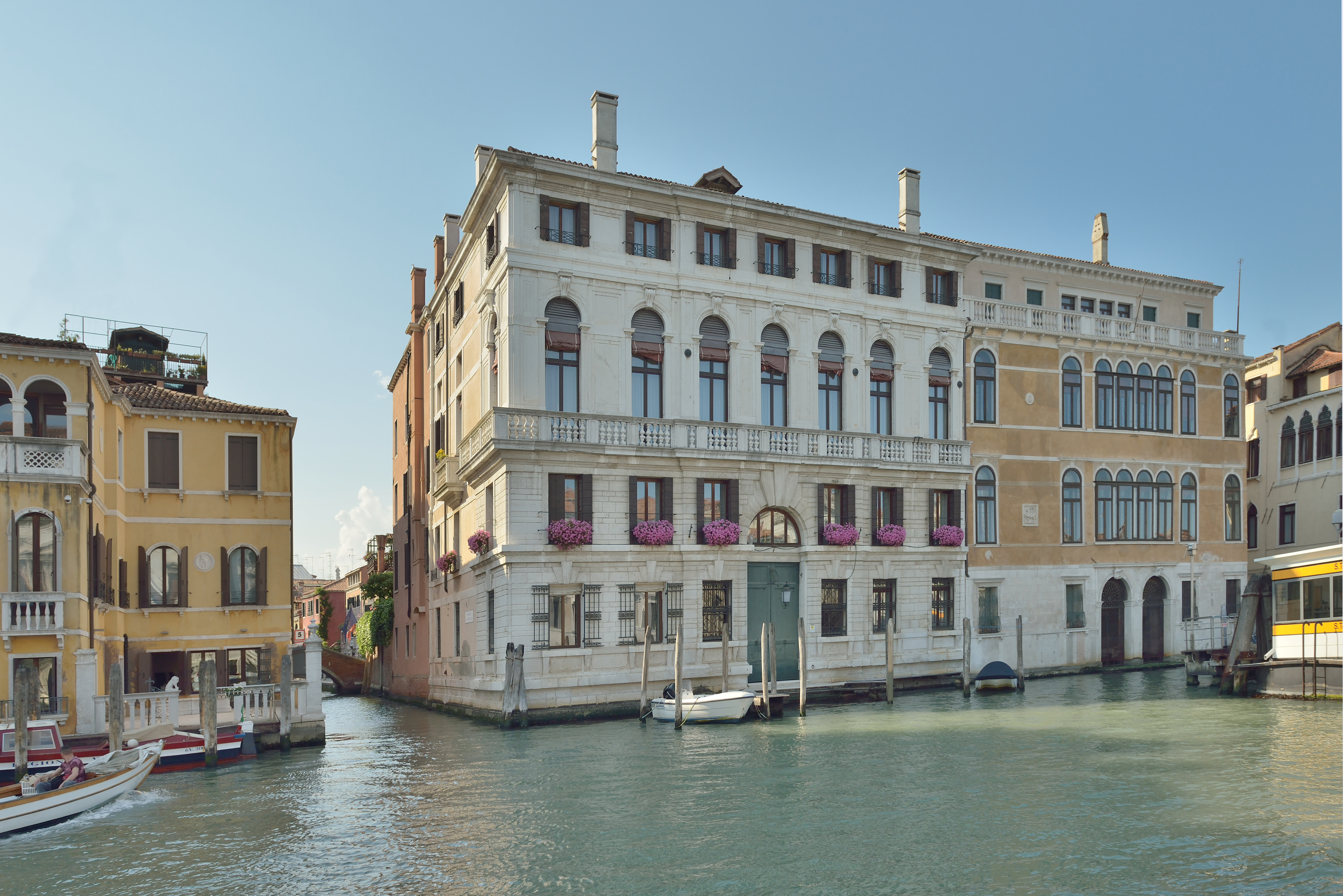
Fassade des Palazzo Civran Grimani (links) und des Palazzo Dandolo Paolucci (rechts) zum Canal Grande hin

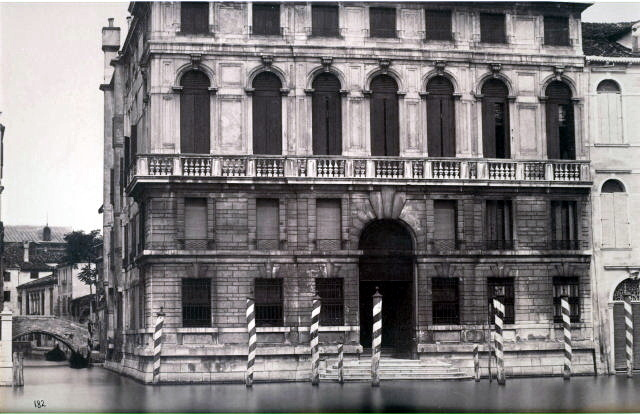
Die Fassade in einem Foto von Carlo Naya.

Palazzo Civran Grimani ist ein Palast in Venedig in der italienischen Region Venetien. Er liegt im Sestiere San Polo mit Blick auf den Canal Grande, an der Einmündung des Rio della Frescada, zwischen dem Palazzo Dandolo Paolucci und dem Palazzo Caotorta Angaran.

## Geschichte
Der im 18. Jahrhundert an der Stelle eines früheren, gotischen Gebäudes ungefähr aus dem 15. Jahrhundert erbaute Palast wurde von einem unbekannten Architekten geschaffen. Viele Architekturhistoriker, darunter auch Elena Bassi, schreiben den Umbau Giorgio Massari zu, der daran zwischen 1720 und 1740 gearbeitet haben könnte. 1818 erwarb den Palast die Familie Grimani, die den Palazzo Grimani an den Staat verkauft hatte. Diese Familie kaufte den Palast später zurück und besitzt ihn bis heute. Dort wohnte von 1895 bis 1916 der Bürgermeister Filippo Grimani. Der Palast wurde kürzlich restauriert.

## Beschreibung
Der Palast ist durch eine nachpalladianistische Fassade charakterisiert, die sich auch an der Seite des Gebäudes fortsetzt, wenn auch in einfacherer Form. Er zeigt viele Eigenheiten der Architektur des 18. Jahrhunderts und im Allgemeinen des Neoklassizismus. Das massive Erdgeschoss, das sehr beherrschend erscheint, unterscheidet sich von Rest des Gebäudes durch seine Ausgestaltung in Bossenwerk, während das Hauptgeschoss eher aber nicht vollständig nach der Tradition der Dreiteilung durch sieben einzelne Fenster von bemerkenswerter Machart charakterisiert ist. Diese sind besonders lang und der vordere Balkon setzt sich an der Seitenfassade fort. Weitere bemerkenswerte Elemente sind das Portal zum Wasser und die Gesimse zur Unterteilung der Stockwerke. Hinter dem Palast öffnet sich ein großer Garten.